# Orgullo de San Francisco

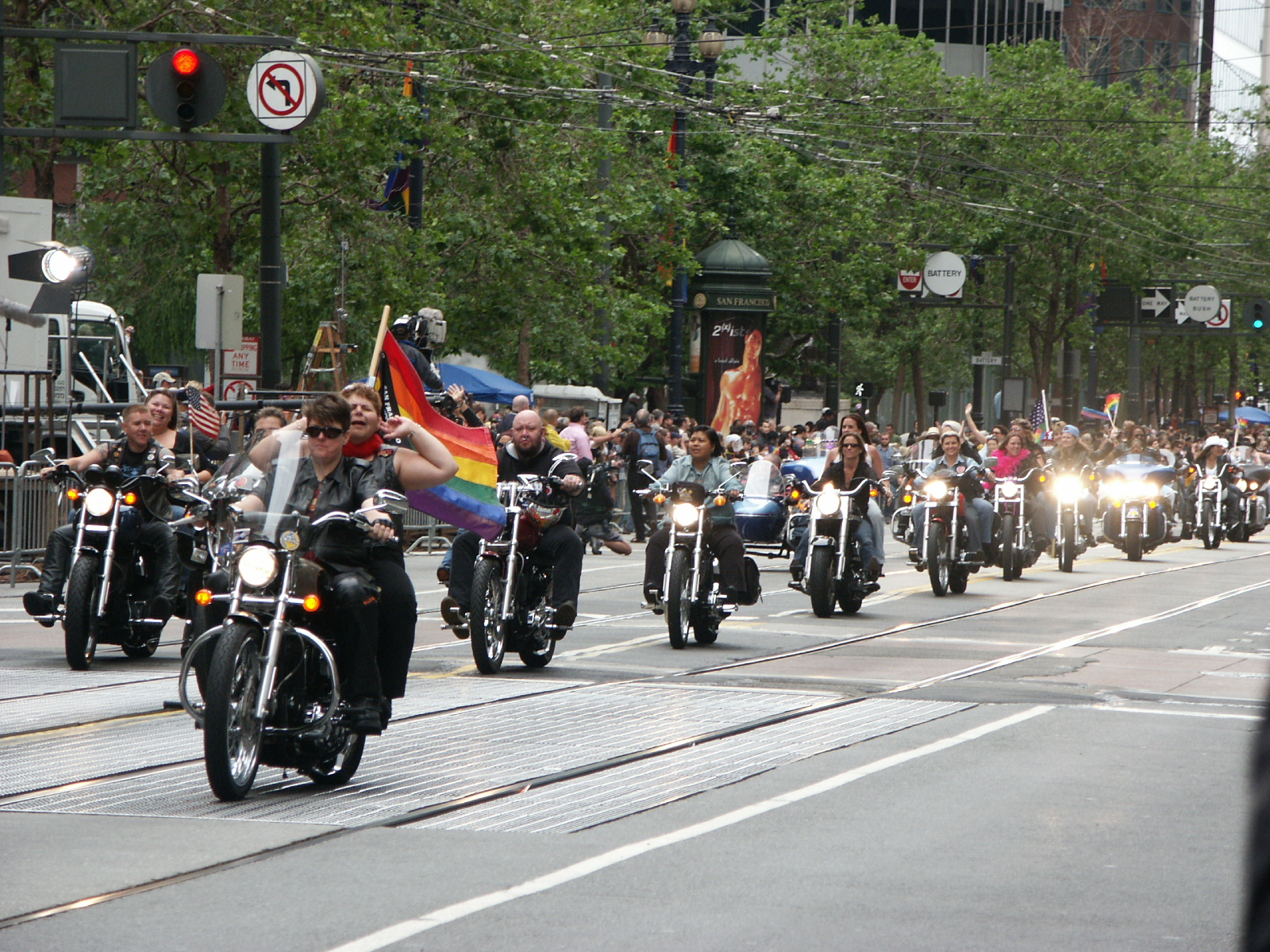
Desfile de Dykes on Bikes durante la marcha de 2006.

La Celebración del orgullo lésbico, gay, bisexual y transgénero de San Francisco, comúnmente conocida como el Orgullo de San Francisco (San Francisco Pride en inglés), es una manifestación y un festival que tiene lugar cada año en junio en la ciudad de San Francisco para celebrar el orgullo lésbico, gay, bisexual y transgénero y reivindicar su igualdad de derechos. Es una de las marchas del orgullo más famosas y multitudinarias del mundo. Y es el segundo desfile de cualquier tipo más grande de California tras el desfile de las rosas.

## Desfile
La marcha del orgullo de San Francisco es una de las más famosas marchas del orgullo LGBT. Se celebra la mañana del domingo durante el festival del orgullo. El recorrido se desarrolla generalmente por la calle Market, desde la calle Beale hasta la calle octava. El desfile empieza oficialmente a las 10:30 a. m., aunque se permite a todos los contingentes ocupar la ruta del desfile horas antes del inicio oficial, y el último contingente no deja la ruta del desfile hasta las 2-4 p. m.

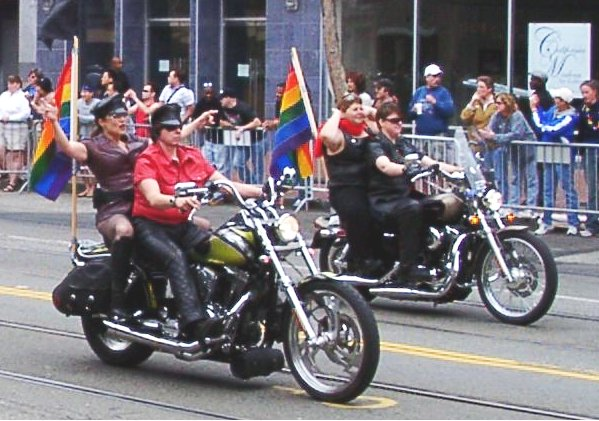
Las Dykes On Bikes encabezaron el desfile en 2005 como es habitual.

### Contingentes
El desfile consta de cientos de contingentes de distintos grupos y organizaciones. Alguno de los más conocidos son:
- Dykes on Bikes (lesbianas en moto) anteriormente conocidas oficialmente como Women's Motorcycle Contingent (contingente de mujeres en motocicleta) participan con cientos de moteras, casi todas ellas lesbianas aunque son bienvenidas todas las orientaciones y géneros.[2] Algunas de ellas van en topless, otras van vestidas de cuero o con disfraces. El sonido de cientos de motores proporciona a este contingente un gran impacto. Tradicionalmente son el primer contingente del desfile, la razón es que es difícil que las motos vayan tan despacio como los caminantes y siendo las primeras pueden desplazarse con más facilidad. El 13 de noviembre de 2006 este grupo ganó una batalla legal consiguiendo registrar su nombre «Dykes on Bikes», lucha que mantenían desde 2003 contra la Oficina de patentes y marcas registradas de Estados Unidos que se negaba a registrarlo por considerar que «dyke» (en español es equivalente a bollera) era una palabra ofensiva.[3][4]

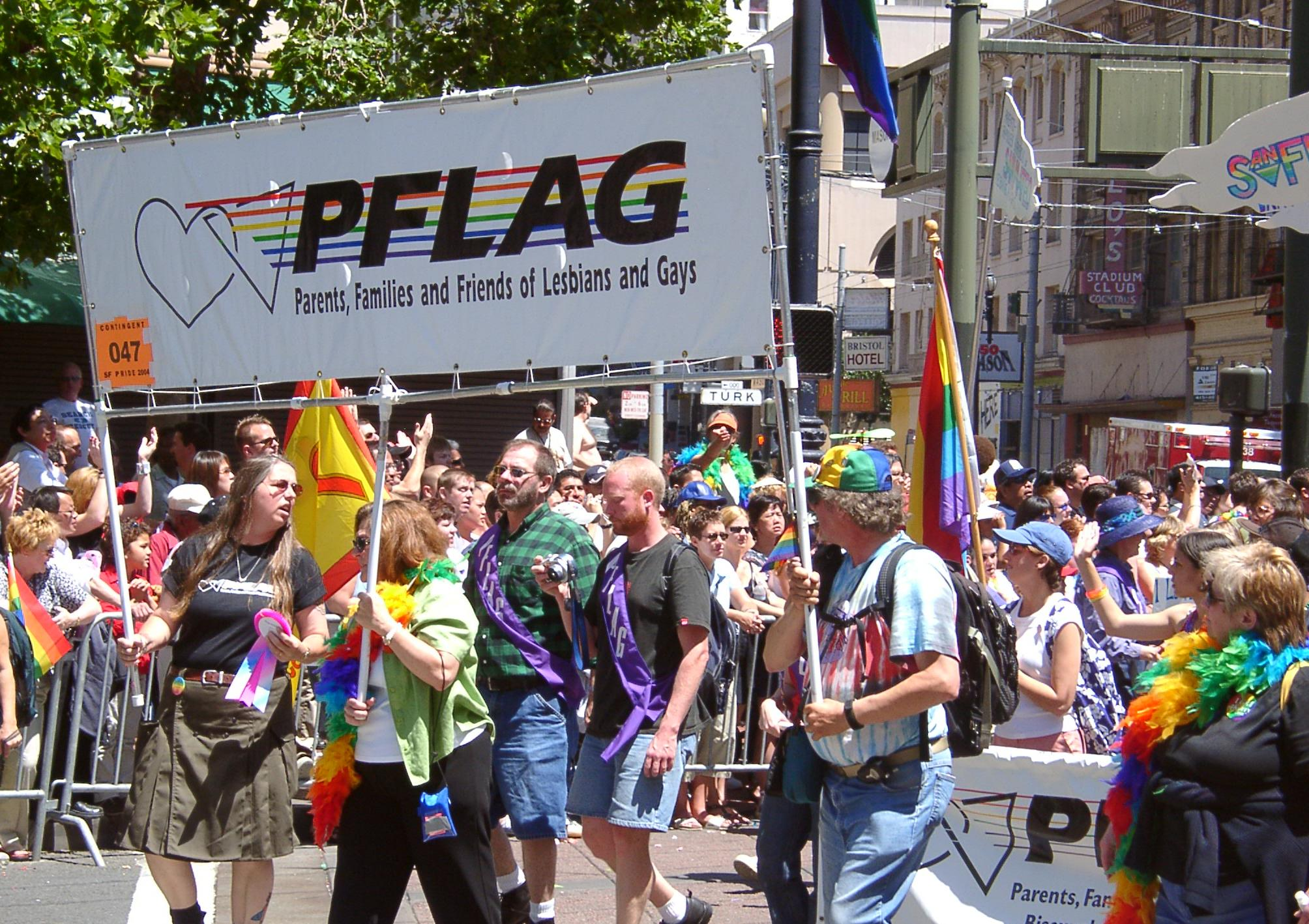
Contingente del PFLAG en la marcha de 2004.

- PFLAG, o Parents, Families, and Friends of Lesbians and Gays (Padres, familias y amigos de lesbianas y gays. Generalmente son uno de los contingentes más grandes representando varios cientos de personas. Suelen ser los padres y familiares de personas del colectivo LGBT, y que algunas veces marchan junto a sus familiares LGBT. Muchos portan pancartas que indican la delegación del PFLAG del lugar del que proceden.
- Los políticos, participan frecuentemente en la marcha, como un medio de hacerse visibles para posibles votantes LGBT.
- Las iglesias de distintas confesiones, o grupos de orientación religiosa LGBT, participan con varias docenas de contingentes.
- Las discotecas y otros negocios del entretenimiento orientados a la gente LGBT contribuyen con muchos contingentes. Es corriente que lleven un camión decorado o una carroza con gente bailando alrededor al ritmo de su música.

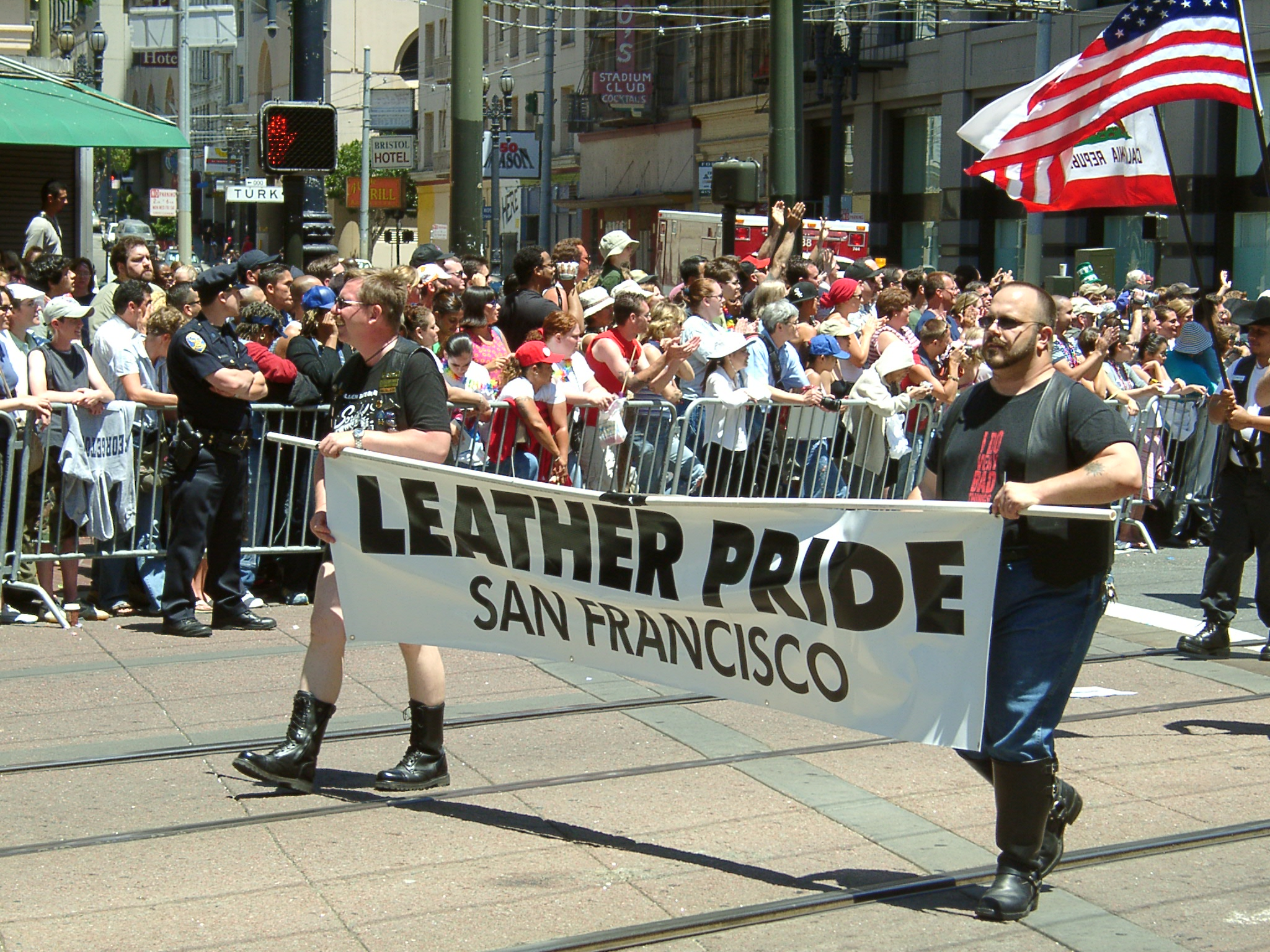
Contingente leather.

- El contingente leather agrupa a las personas del colectivo LGBT que además pertenecen a la subcultura leather y los grupos BDSM.

Como es lógico los grupos anti-gay no suelen participar entre los contingentes, pero durante la década de los 1990 fue común ver grupos anti-gay protestando a lo largo de la ruta del desfile mostrando grandes pancartas condenando la homosexualidad, a menudo con pasajes bíblicos. A partir del 2000 estas protestas se han hecho cada vez menos frecuentes.
Cientos de miles de espectadores se distribuyen a lo largo de la calle Market durante el desfile. Muchos llegan con horas de adelanto para conseguir situarse en las aceras en los lugares con mejor vista. Otros se encaraman a las marquesinas de las paradas de autobús, los muretes de las estaciones del BART o los andamios de los edificios para obtener mejor visión. Cuando termina el desfile se permite a los espectadores traspasar las barreras y marchar detrás de él por la calle Market. El final del desfile está cerca del emplazamiento del Festival en el Civic Center.

## Festival

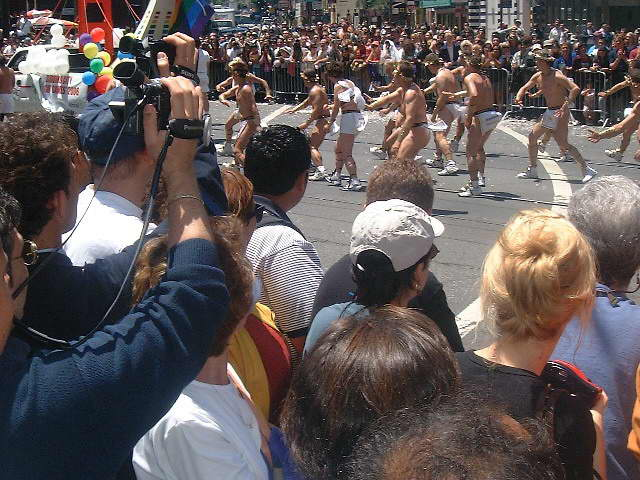
Desfile y espectadores de la marcha de San Francisco.

Con el tiempo se ha desarrollado un festival de dos días (sábado y domingo) el fin de semana de la marcha del Orgullo. Se montan casetas, escenarios para el baile y puestos de venta alrededor del área de Civic Center, cerca del ayuntamiento de San Francisco. El domingo, en una zona llamada Leather Alley (callejón del cuero), se colocan las casetas de BDSM y fetichismo del cuero con exhibiciones.
El festival se organiza en el último fin de semana de junio en conmemoración de los disturbios de Stonewall. Ha habido varias propuestas rechazadas para trasladarlo a otras fechas, por ejemplo al 4 de julio, en 2004.
La marcha transexual se organiza de forma independiente el viernes anterior, mientras que las celebraciones lésbica y gay Dyke March y Pink Saturday tienen lugar el sábado del festival, en el distrito de Castro.

## Organización
El festival está organizado por una asociación sin ánimo de lucro, el Comité de la celebración del orgullo lésbico, gay, bisexual y transgénero de San Francisco. Según su página web oficial, su misión es «educar al mundo, conmemorar nuestra herencia, celebrar nuestra cultura y liberar a nuestra gente.»
El evento se financia con donaciones, anuncios de empresas, fondos del ayuntamiento de San Francisco y las aportaciones de los participantes en el festival.
Cientos de voluntarios trabajan en la organización del festival y el desfile. Entre sus cometidos se encuentran: mantener la seguridad, prestar ayuda médica y primeros auxilios y agrupar y mantener la cohesión de los distintos contingentes.

## Historia
El primer acontecimiento parecido a la moderna celebración del orgullo de San Francisco se produjo en 1970. Desde 1972 el evento se produce de forma anual. El nombre del festival ha cambiado a lo largo del tiempo y también su recorrido, las primeras marchas de la ciudad que solían empezar en el Castro.
La bandera gay adoptada como símbolo del movimiento LGBT fue creada originalmente por Gilbert Baker para la marcha de San Francisco de 1978. Originalmente tenía ocho bandas de color, pero posteriormente se simplificó, dejando las actuales seis bandas. Una de las pocas bandera de ocho colores que siguen ondeando está en la plaza de Harvey Milk en Castro.
Los organizadores de la marcha eligen cada año un tema diferente, que se refleja en el lema y la publicidad de la marcha de ese año.
| Año  | Fecha                   | Nombre del festival                                                 | Tema                                                                  | N.º asistentes aproximados |
| ---- | ----------------------- | ------------------------------------------------------------------- | --------------------------------------------------------------------- | -------------------------- |
| 1970 | 28 de junio             | Gay-in                                                              |                                                                       |                            |
| 1971 |                         | No hubo celebración                                                 |                                                                       |                            |
| 1972 |                         | Christopher Street West                                             |                                                                       | 54.000                     |
| 1973 |                         | Gay Freedom Day                                                     | Una celebración de la experiencia gay                                 | 42.000                     |
| 1974 |                         | Gay Freedom Day                                                     | Librertad gay en 1976                                                 | 60.000                     |
| 1975 |                         | Gay Freedom Day                                                     | Únete a nosotros, cuanto más visibles somos, más fuertes nos volvemos | 82.000                     |
| 1976 |                         | Gay Freedom Day                                                     | Unidos para la libertad, la diversidad es nuestra fuerza              | 120.000                    |
| 1977 |                         | Gay Freedom Day                                                     | Fronteras gays: Pasado, presente y futuro                             | 250.000                    |
| 1978 |                         | Gay Freedom Day                                                     | Sal con alegría, reclama justicia                                     | 240.000                    |
| 1979 | 24 de junio             | Gay Freedom Day                                                     | Nuestro tiempo ha llegado                                             | 200.000                    |
| 1980 |                         | Gay Freedom Day                                                     | Libertad y justicia para todos                                        | 250.000                    |
| 1981 |                         | International Lesbian & Gay Freedom Day Parade                      | Primera línea de libertad                                             | 250.000                    |
| 1982 |                         | International Lesbian & Gay Freedom Day Parade                      | Fuera de muchos ... Uno                                               | 200.000                    |
| 1983 |                         | International Lesbian & Gay Freedom Day Parade                      | Fortalece los lazos, rompe las cadenas                                | 200.000                    |
| 1984 |                         | International Lesbian & Gay Freedom Day Parade                      | Unidad y más ’84                                                      | 300.000                    |
| 1985 |                         | International Lesbian & Gay Freedom Day Parade                      | Haz honor a nuestro pasado, asegura nuestro futuro                    | 350.000                    |
| 1986 |                         | International Lesbian & Gay Freedom Day Parade                      | Juntos hacia delante, sin vuelta atrás                                | 100.000                    |
| 1987 |                         | International Lesbian & Gay Freedom Day Parade                      | Orgullosos, fuertes, unidos                                           | 275.000                    |
| 1988 |                         | International Lesbian & Gay Freedom Day Parade                      | Merecidamente orgullosos                                              |                            |
| 1989 |                         | International Lesbian & Gay Freedom Day Parade                      | Stonewall 20: una generación de orgullo                               |                            |
| 1990 |                         | International Lesbian & Gay Freedom Day Parade                      | El futuro es nuestro                                                  |                            |
| 1991 |                         | International Lesbian & Gay Freedom Day Parade                      | Mano sobre mano unidos                                                |                            |
| 1992 |                         | International Lesbian & Gay Freedom Day Parade                      | Un simple asunto de justicia                                          |                            |
| 1993 |                         | International Lesbian & Gay Freedom Day Parade                      | El año de lo Queer                                                    | 400.000 - 500.000          |
| 1994 |                         | International Lesbian & Gay Freedom Day Parade                      | De San Francisco a Stonewall: orgullo y protesta                      |                            |
| 1995 |                         | San Francisco Lesbian, Gay, Bisexual, Transgender Pride Celebration | Un mundo sin fronteras                                                |                            |
| 1996 |                         | San Francisco Lesbian, Gay, Bisexual, Transgender Pride Celebration | Igualdad y justicia para todos                                        |                            |
| 1997 |                         | San Francisco Lesbian, Gay, Bisexual, Transgender Pride Celebration | Una comunidad muchas caras                                            |                            |
| 1998 | 27 de junio-28 de junio | San Francisco Lesbian, Gay, Bisexual, Transgender Pride Celebration | Agitándolo                                                            |                            |
| 1999 |                         | San Francisco Lesbian, Gay, Bisexual, Transgender Pride Celebration | Herencia orgullosa, poderoso futuro                                   | 700.000                    |
| 2000 |                         | San Francisco Lesbian, Gay, Bisexual, Transgender Pride Celebration | Se trata de libertad                                                  | 750.000                    |
| 2001 |                         | San Francisco Lesbian, Gay, Bisexual, Transgender Pride Celebration | Queerific                                                             | 1.000.000                  |
| 2002 |                         | San Francisco Lesbian, Gay, Bisexual, Transgender Pride Celebration | Sé tú mismo, cambia el mundo                                          |                            |
| 2003 |                         | San Francisco Lesbian, Gay, Bisexual, Transgender Pride Celebration | Tienes que darles esperanza                                           |                            |
| 2004 |                         | San Francisco Lesbian, Gay, Bisexual, Transgender Pride Celebration | Fuera para la justicia                                                |                            |
| 2005 | 25 de junio-26 de junio | San Francisco Lesbian, Gay, Bisexual, Transgender Pride Celebration | Levántate, sobresale, mantente orgulloso                              |                            |
| 2006 | 24 de junio-25 de junio | San Francisco Lesbian, Gay, Bisexual, Transgender Pride Celebration | Conmemora, educa, libera — ¡celebra!                                  | "cientos de miles"         |
| 2007 | 23 de junio-24 de junio | San Francisco Lesbian, Gay, Bisexual, Transgender Pride Celebration | Orgullo no prejuicio                                                  |                            |
| 2008 | 28 de junio-29 de junio | San Francisco Lesbian, Gay, Bisexual, Transgender Pride Celebration | Unidos por el orgullo, ligados por la igualdad                        | 1,2 millones               |
| 2009 | 27 de junio-28 de junio | San Francisco Lesbian, Gay, Bisexual, Transgender Pride Celebration | Para formar una unión más perfecta.                                   |                            |

Nota: Muchos datos de esta sección han sido tomados de la cronología LGBT de KQED. Los lemas originales en inglés de los festivales pueden verse en la página de orgullo de SF.